# Santuario della Madonna della Rocchetta (Ospedaletto)
Il santuario della Madonna della Rocchetta, ufficialmente noto come chiesa della Madonna Ausiliatrice, è una chiesa sussidiaria di Ospedaletto, in Trentino. Risale al XVII secolo.

## Storia

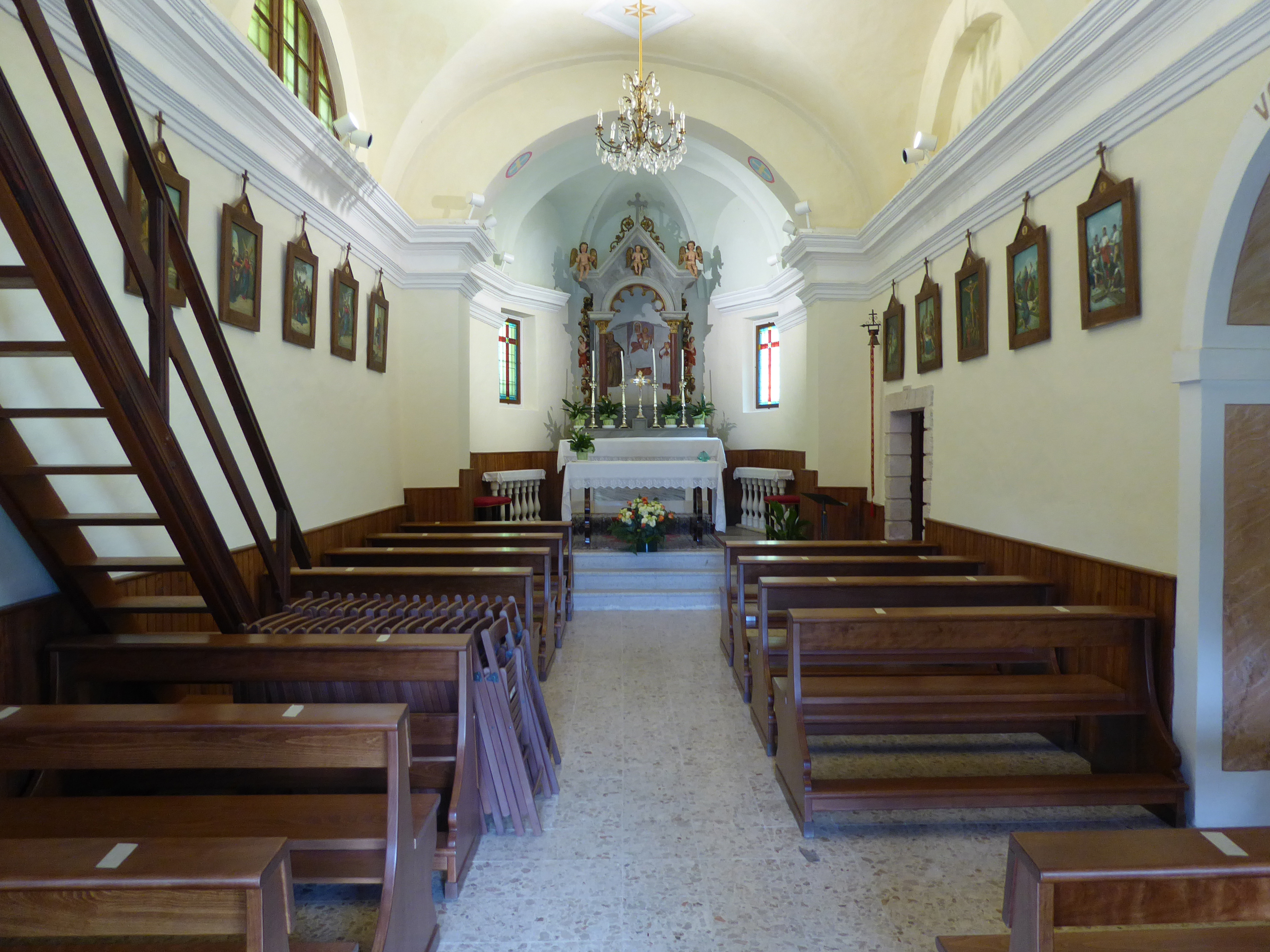
Interno

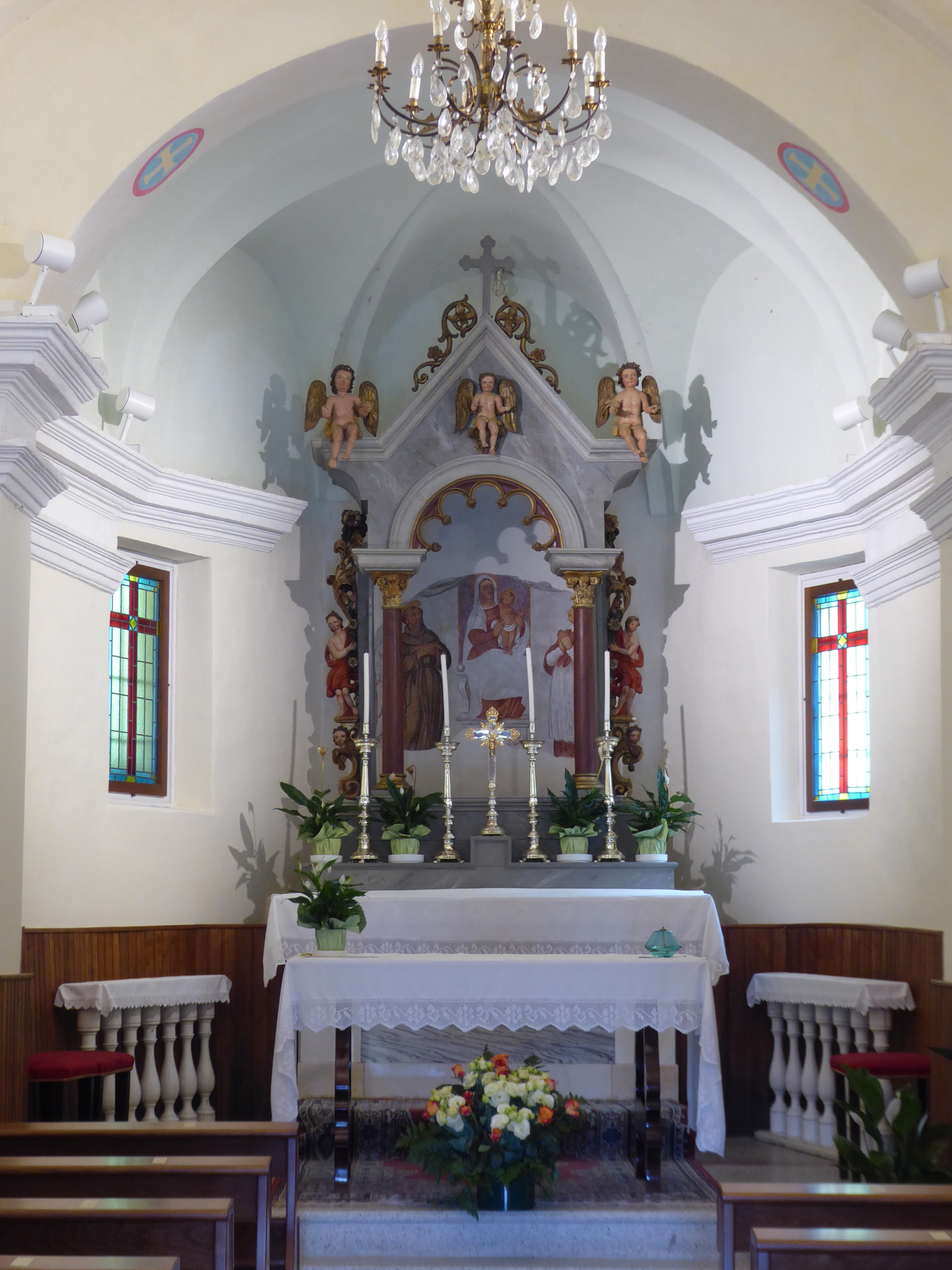
Presbiterio

La tradizione racconta che la Madonna apparve ad un giovane pastore sordomuto a breve distanza da un'edicola dei primi anni del XVII secolo che proteggeva un'immagine affrescata di Maria. Dopo tale evento, nel 1663, si decise di erigere una chiesa sullo stesso luogo.
Sotto l'aspetto della giurisdizione ecclesiastica il piccolo edificio religioso, nel 1786, entrò a far parte della diocesi di Trento lasciando quella di Feltre.
Durante il XX secolo, nel 1930, la facciata venne affrescata e forse, in tale occasione, vennero coperte precedenti ed originali immagini.
All'unica navata che ha la chiesa, nel 1945, venne aggiunta una piccola cappella sulla destra e quasi venti anni più tardi, nel 1962, il dipinto sulla facciata venne restaurato con la tecnica della tempera.
Negli ultimi anni del secolo vennero realizzati alcuni interventi conservativi come il rifacimento della copertura, la tinteggiature esterna e la protezione della struttura contro le infiltrazioni di umidità nelle fondamenta. Nel 1988 divenne necessaria un'ulteriore attenzione per la facciata che si stava deteriorando a causa delle scelte inopportune di materiali per realizzare le immagini e quindi fu dipinto un nuovo affresco in sostituzione del precedente.